# ALARM à la mode
『ALARM à la mode』（アラーム・ア・ラ・モード）は、松任谷由実（ユーミン）の18枚目のオリジナルアルバム。1986年11月29日に東芝EMIからリリースされた（CD：CA32-1330、LP：ETP-90440、CT：ZH28-1750）。1986年11月18日から1987年6月5日まで『YUMING VISUALIVE ALARM à la mode』コンサートツアーが行われた。1999年2月24日にLPのブックレットを復刻し、バーニー・グランドマンによるデジタルリマスタリングで音質を大幅に向上したリマスタリングCD（TOCT-10651）とLP（TOJT-10651）をリリースしている。

## 解説
- このアルバムの発売日は、松任谷夫妻の結婚10周年にあたる日である。
- アルバム全体としては、ミステリアスなトーンを醸し出しており、ジャケットも「追いかけられるユーミン、って面白いかな?（アートディレクター：信藤三雄）」とのコンセプトを基に、牢屋をイメージしたモンドリアン調となっている。なお、ジャケットデザインには岐部哲也も参加している。
- タイトルは、ユーミンが英和辞典を見ているときに「alarm」と「a la mode」が並んで載っていて、2つをつなげたらいい感じになった、とのことで付けられた。なお、当初案にはオードリー・ヘプバーン主演の映画『シャレード』もタイトル候補にあったという。
- 本作発売にあたり「Holiday in Acapulco」が非売品サンプル7インチシングル盤でシングル・カットされた（B面は「土曜日は大キライ」、規格品番：PRT-1182）。

## 収録曲

### CD
| 全作詞・作曲: 松任谷由実、全編曲: 松任谷正隆。 |                                                                                               |            |            |      |
| #                                              | タイトル                                                                                      | 作詞       | 作曲・編曲 | 時間 |
| 1.                                             | 「Holiday in Acapulco」                                                                       | 松任谷由実 | 松任谷由実 | 4:34 |
| 2.                                             | 「ジェラシーと云う名の悪夢 -The Nightmare Called Jealousy-」                                  | 松任谷由実 | 松任谷由実 | 4:30 |
| 3.                                             | 「パジャマにレインコート -Pajamas And Raincoat-」                                             | 松任谷由実 | 松任谷由実 | 4:23 |
| 4.                                             | 「白い服、白い靴 -White Clothes, White Shoes-」                                               | 松任谷由実 | 松任谷由実 | 3:46 |
| 5.                                             | 「土曜日は大キライ -I Hate Saturdays-」                                                       | 松任谷由実 | 松任谷由実 | 3:23 |
| 6.                                             | 「ホライズンを追いかけて〜L'aventure au désert -Chasing the Horizon ~ L'aventure au désert-」 | 松任谷由実 | 松任谷由実 | 4:02 |
| 7.                                             | 「Autumn Park」                                                                               | 松任谷由実 | 松任谷由実 | 5:00 |
| 8.                                             | 「20minutes」                                                                                 | 松任谷由実 | 松任谷由実 | 3:27 |
| 9.                                             | 「3-Dのクリスマスカード -3D Christmas Card-」                                                 | 松任谷由実 | 松任谷由実 | 3:32 |
| 10.                                            | 「さよならハリケーン -Sayonara Hurricane-」                                                   | 松任谷由実 | 松任谷由実 | 4:25 |

### 楽曲解説
1. Holiday in Acapulco
メキシコのアカプルコを舞台にした曲。なお、ユーミン自身はアカプルコに行ったことはなく、旅行雑誌などを読んで作詞したという。1998年のベストアルバム投票キャンペーンに抽選でアカプルコ旅行がプレゼントされた。
前述の通り、非売品サンプル7インチシングル盤でシングル・カット。
2. ジェラシーと云う名の悪夢
3. パジャマにレインコート
21枚目のシングル「メトロポリスの片隅で」のB面。
4. 白い服、白い靴
地下鉄の駅で肩を叩かれふり向くと、昔付き合っていた男であり、次の週末に会う約束をし白い服と白いロウヒールで気合を入れて準備していたが、その日がものすごい大雨で服と靴が汚れることを懸念し、「予定が出来た」と称してその約束をキャンセルするという内容の歌。
5. 土曜日は大キライ
1986年から1987年のフジテレビ系『オレたちひょうきん族』エンディングテーマ。イメージした舞台は六本木。パロディーではあるが、番組で山田邦子・片岡鶴太郎・松尾伴内の3人で『今だから』を歌唱していたのを見て感激したユーミンが山田らを誘い飲みに行った際、同席していたディレクターの荻野繁からオファーを受け書き下ろした[1]。
前述の通り、非売品サンプル7インチシングル盤でシングル・カット。
6. ホライズンを追いかけて〜L'aventure au désert
パリ・ダカール・ラリーをモチーフにした曲の一つ。受験生のファンに人気が高い曲である。
ベストアルバムへは2022年の『ユーミン万歳!』が初収録となった（2022 mixで収録）。
7. Autumn Park
ロンドンのハムステッド・ヒースをイメージして作られた、永遠の愛をテーマにした曲。
この曲の冒頭部分は、山梨県の民放テレビ局・テレビ山梨の「UTYニュース」のオープニングテーマに使用されている。
2018年の自薦ベスト『ユーミンからの、恋のうた。』に収録されたほか、『ユーミン万歳!』のアナログ版に2022 mixが収録。
8. 20minutes
タイトルを直訳すると「20分」。その日デートの約束していたのだが、相手が約束の時間から20分以上経っても現れず、さらに馴れ馴れしい男がしつこく話しかけてくることに辟易していたが、その男の顔に見覚えがあり、記憶を手繰り寄せた所、学生時代の同級生だったという内容の歌。
9. 3-Dのクリスマスカード
1985年に森下恵理に呉田軽穂名義で作曲提供した「トワイライト」が原曲。一部メロディが異なっている。
『SEASONS COLOURS -秋冬撰曲集-』にてベストアルバム初収録。
10. さよならハリケーン

## 参加ミュージシャン
- キーボード : 松任谷正隆
- ドラム : 山木秀夫、林立夫、江口信夫
- ベース : 高水健司
- アコースティックギター : 松原正樹
- エレクトリックギター : 松原正樹、今剛
- パーカッション : 斉藤ノブ
- サキソフォン : Jake H. Concepcion
- トランペット : 数原晋
- ストリングス : 前田ストリングス
- コーラス : 松任谷由実、桐ヶ谷仁、桐ヶ谷"Bobby"敏博、白鳥英美子、杉真理、Lilica、Leona、Clara
- シンバル : Bruce Wildstein
- シンセサイザー・プログラミング : 浦田恵司